# Cracosna carinata
Cracosna carinata là một loài thực vật có hoa trong họ Long đởm. Loài này được (Dop) Thiv mô tả khoa học đầu tiên năm 2003.